# Hainer Kober
Hainer Kober (* 1942) ist ein Übersetzer wissenschaftlicher und populärwissenschaftlicher Literatur mehrerer Fachrichtungen und von Belletristik.
Kober studierte Germanistik und Romanistik. Seit 1972 übersetzt er für mehrere Verlage Werke aus dem Englischen und Französischen, unter anderem von Stephen Hawking, Brian Greene, António R. Damásio und Oliver Sacks. 2015 wurde Kober mit dem Heinrich Maria Ledig-Rowohlt-Preis für deutschsprachige Übersetzer ausgezeichnet.
Hainer Kober lebt in Soltau.

## Übersetzungen
Kober hat bisher etwa 250 Bücher übersetzt.
aus dem Englischen/Amerikanischen
- Stephen Hawking: Eine kurze Geschichte der Zeit. Rowohlt, Reinbek 1997, ISBN 3-499-18850-3.
- Oliver Sacks: Die Insel der Farbenblinden. Rowohlt, Reinbek 1998, ISBN 3-499-60560-0.
- David Filkin: Stephen Hawkings Universum. Heyne, München 2000, ISBN 3-453-17268-X.
- Amir Aczel: Die göttliche Formel. Von der Ausdehnung des Universums. Rowohlt, Reinbek 2002, ISBN 3-499-60935-5.
- Jean Piaget: Meine Theorien der geistigen Entwicklung. Beltz, Weinheim 2003, ISBN 3-407-22142-8.
- Joe Klein: Das Naturtalent. Die verkannte Präsidentschaft Bill Clintons. Siedler, Berlin 2003, ISBN 3-88680-786-X.
- Steven Pinker: Das unbeschriebene Blatt. Die moderne Leugnung der menschlichen Natur. Berlin Verlag, Berlin 2003, ISBN 3-8270-0509-4.
- Stephen Hawking: Das Universum in der Nussschale. DTV, München 2004, ISBN 3-423-34089-4.
- Steven Strogatz: Synchron. Berlin Verlag, Berlin 2004, ISBN 3-8270-0439-X.
- V. S. Ramachandran, Sandra Blakeslee: Die blinde Frau, die sehen kann. Rätselhafte Phänomene unseres Bewußtseins. Rowohlt, Reinbek 2004, ISBN 3-499-61381-6.
- Stephen Hawking: Einsteins Traum. Expeditionen an die Grenzen der Raumzeit. Rowohlt, Reinbek 2005, ISBN 3-499-62023-5.
- António R. Damásio: Der Spinoza-Effekt. Wie Gefühle unser Leben bestimmen. List, Berlin 2005, ISBN 3-548-60494-3.
- Thomas Gordon: Managerkonferenz. Effektives Führungstraining. Heyne, München 2005, ISBN 3-453-60000-2.
- Brian Greene: Das elegante Universum. Superstrings, verborgene Dimensionen und die Suche nach der Weltformel. Goldmann, München 2006, ISBN 3-442-15374-3.
- V. S. Ramachandran: Eine kurze Reise durch Geist und Gehirn. Rowohlt, Reinbek 2006, ISBN 3-499-61987-3.
- Alan Weisman: Die Welt ohne uns. Reise über eine unbevölkerte Erde. Piper, München 2007, ISBN 978-3-492-05132-3.
- Simon Ings: Das Auge. Meisterstück der Evolution. Hoffmann und Campe, Hamburg 2008, ISBN 978-3-455-50072-1.
- Oliver Sacks: Der einarmige Pianist. Über Musik und das Gehirn. Rowohlt, Reinbek 2008, ISBN 978-3-498-06376-4.
- Lee Smolin: Die Zukunft der Physik: Probleme der String-Theorie und wie es weitergeht. DVA, München 2008, ISBN 978-3-421-04296-5.
- Edward W. Said: Musik ohne Grenzen. Bertelsmann, München 2010, ISBN 978-3-570-58002-8.
- John Keegan: Der Amerikanische Bürgerkrieg. Rowohlt, Berlin 2010, ISBN 978-3-87134-668-2.
- Terry Eagleton: Das Böse. Ullstein, Berlin 2011, ISBN 978-3-550-08830-8.
- Natalie Angier: Naturwissenschaft. Ein Streifzug durch die wunderbare Welt des Wissens. Goldmann, München 2011, ISBN 978-3 442-15671-9.
- Andrea Wulf: Die Jagd auf die Venus und die Vermessung des Sonnensystems. Bertelsmann, München 2012, ISBN 978-3-570-10095-0.
- Richard Overy: Der Bombenkrieg. Europa 1939–1945. Rowohlt, Berlin 2014, ISBN 978-3-87134-782-5.
- Anthony Atkinson: Ungleichheit. Was wir dagegen tun können. Klett-Cotta, Stuttgart 2016, ISBN 978-3-608-94905-6.
- Andrea Wulf: Alexander von Humboldt und die Erfindung der Natur. Bertelsmann, München 2016, ISBN 978-3-570-10206-0.
- Terry Eagleton: Kultur. Ullstein, Berlin 2017, ISBN 978-3-550-08170-5.
- Benjamin Moser: Sontag. Die Biografie. Penguin, München 2020, ISBN 978-3-328-60159-3.

aus dem Französischen
- Alfred A. Tomatis: Der Klang des Lebens. Vorgeburtliche Kommunikation – Die Anfänge der seelischen Entwicklung. Rowohlt, Reinbek 2003, ISBN 3-499-18791-4.
- Jacobo Machover: Che Guevara – Die andere Seite. Wolbern, Potsdam 2008, ISBN 978-3-9811128-2-5.
- Jonathan Littell: Die Wohlgesinnten. Berlin-Verlag, Berlin 2008, ISBN 978-3-8270-0738-4.
- Jonathan Littell: Etüden. Matthes & Seitz, Berlin 2008, ISBN 978-3-88221-741-4.
- Franz Bartelt: Ich kann nicht sprechen. austernbank, München 2011, ISBN 978-3-9814617-0-1.
- Boris Cyrulnik: Rette dich, das Leben ruft. Erlebnisbericht. Ullstein, Berlin 2013, ISBN 978-3-550-08039-5.
- Alice Zeniter: Die Kunst zu verlieren. Berlin Verlag, Berlin/München 2018, ISBN 978-3-8270-1373-6.